# Schönberg (Lauenburg)
Schönberg ist eine Gemeinde im Kreis Herzogtum Lauenburg in Schleswig-Holstein.

## Geographie

### Geographische Lage
Das Gemeindegebiet der Gemeinde Schönberg erstreckt sich im südöstlichen Teilgebiet des Naturraums Ostholsteinisches Hügel- und Seenland (Haupteinheit Nr. 702) an der Obek.

### Gemeindegliederung
Siedlungsgeographisch gliedert sich die Gemeinde in die Wohnplätze des namenstiftenden Dorfes, das weitere Dorf Franzdorf und die Häusergruppe Hohehorst.

### Nachbargemeinden
Unmittelbar angrenzende Gemeindegebiete von Schönberg sind:
|                      | Steinburg                                   | Schiphorst |
| Lütjensee, Grönwohld | Kompassrose, die auf Nachbargemeinden zeigt | Wentorf    |
|                      |                                             | Linau      |

## Geschichte
Im Jahre 1391 wurde der Ort erstmals urkundlich als Besitz derer von Scharffenberg erwähnt. Später bildete er zusammen mit Franzdorf die Vogtei Schönberg des Amtes Schwarzenbek.
Am 1. April 1938 wurde die Gemeinde Franzdorf nach Schönberg eingegliedert.

## Politik

### Gemeindevertretung
Bei der Kommunalwahl am 14. Mai 2023 wurden insgesamt 13 Sitze vergeben. Von diesen erhielten die Neue Wählergemeinschaft Schönberg und die CDU jeweils fünf Sitze und die Allgemeine Freie Wählergemeinschaft erhielt drei Sitze.

### Wappen
Blasonierung: „Von Gold und Schwarz durch einen blau-silbernen Wellenbalken geteilt. Oben ein drei grüne Bäume, unten ein goldenes Posthorn.“

## Bauwerke
- Marienkapelle, 1963 errichtet.